# Pierre de Lafage
Pierre de Lafage fou un compositor francès nascut en la segona meitat del segle xv. És autor de nombrosos motets i d'altres composicions religioses les quals es troben en les col·leccions de l'època.